# Garimpo Juruena
Garimpo Juruena är ett samhälle i Brasilien.   Det ligger i kommunen Nova Bandeirantes och delstaten Mato Grosso, i den centrala delen av landet, 1 400 km nordväst om huvudstaden Brasília. Garimpo Juruena ligger 223 meter över havet och antalet invånare är 200.
Terrängen runt Garimpo Juruena är platt, och sluttar västerut. Trakten runt Garimpo Juruena är nära nog obefolkad, med mindre än två invånare per kvadratkilometer..
I omgivningarna runt Garimpo Juruena växer i huvudsak städsegrön lövskog.